# Congocharax olbrechtsi
Genre
Espèce
Statut de conservation UICN

 LC  : Préoccupation mineure
Congocharax olbrechtsi, unique représentant du genre Congocharax, est une espèce de poissons d'eau douce téléostéens de la famille des Distichodontidae (ordre des Characiformes).

## Répartition
Ce poisson est endémique de république démocratique du Congo. Il se rencontre dans la Tshwapa et dans les petites rivières aux alentours de Yangambi.

## Description
Congocharax olbrechtsi peut mesurer jusqu'à 37 mm de longueur totale.

## Classification
Le nom valide complet (avec auteur) de ce taxon est Congocharax olbrechtsi (Poll, 1954).
L'espèce a été initialement classée par l'ichtyologiste belge Max Poll (1908-1991) dans le genre Hemigrammocharax sous le protonyme Hemigrammocharax olbrechtsi Poll, 1954,. En 1964, l'ichtyologiste belge Hubert Matthes (d) (fl. 1960) crée le genre Congocharax et l'y reclasse. Dans sa publication de 1954, Max Poll pressentait que cette espèce pourrait être reclassée dans un genre nouveau à créer.
Congocharax olbrechtsi a pour synonymes :
- Hemigrammocharax olbrechtsi Poll, 1954
- Neolebias olbrechtsi (Poll, 1954)

## Étymologie
Le nom générique, Congocharax, fait référence à la république démocratique du Congo
L'épithète spécifique, olbrechtsi, lui a été donnée en l'honneur de l'ethnologue Frans M. Olbrechts (de) (1899–1958) alors directeur du musée royal du Congo Belge (désormais musée royal de l'Afrique centrale).

## Publications originales
- Genre Congocharax :
  - Hubert Matthes, « Les poissons du lac Tumba et de la région d'Ikela. Étude systématique et écologique », Annales, Musée Royal de l'Afrique Centrale, Tervuren, sciences Zoologiques no 126,‎ 1964, p. 1-204.
- Espèce Congocharax olbrechtsi, sous le taxon Hemigrammocharax olbrechtsi :
  - M. Poll, « Poissons de forêt des environs de Yangambi (Stanleyville) recueillis par A. Hulot », Annales du Musée du Congo, zoologie, vol. 1,‎ 1954, p. 56-68 (lire en ligne).